# Benjamin Kleibrink
Benjamin Philip Kleibrink (n. 30 iulie 1985, Düsseldorf, Germania) este un scrimer german specializat pe floretă.
A fost campion mondial junior în 2005. A devenit campion olimpic la Jocurile Olimpice de vară din 2008 de la Beijing după ce a trecut succesiv de japonezul Kenta Chida, chinezii Lei Sheng și Zhu Jun, apoi japonezul Yuki Ota. Cu echipa Germaniei a cucerit medalia de bronz la Olimpiada din 2012, a fost de patru ori vicecampion mondial în 2006, 2007, 2008 și 2009, iar campion european în 2007.